# Пиросернистая кислота
Пиросернистая кислота — химическое вещество, неорганическая кислота. Формула: H2S2O5. Брутто-формула: H2O5S2. Молекулярная масса вещества: 146.139.

## Химический состав
| Символ | Элемент            | Атомный вес | Число атомов | Процент массы |
| ------ | ------------------ | ----------- | ------------ | ------------- |
| H      | Водород (Hydrogen) | 1.008       | 2            | 1.4 %         |
| O      | Кислород (Oxygen)  | 15.999      | 5            | 54.7 %        |
| S      | Сера (Sulfur)      | 32.064      | 2            | 43.9 %        |

## Синонимы
- пиросернистая кислота
- Disulfurous acid
- Hydroxysulfanesulfonic acid oxide
- Pyrosulfurous acid